# Alconera
Alconera è un comune spagnolo di 747 abitanti situato nella comunità autonoma dell'Estremadura.